# Корехов, Павел Петрович
Па́вел Петро́вич Корехов (23 сентября 1905 года — 3 марта 1961 года) — капитан рыбопромыслового флота.

## Биография
Павел Корехов родился 23 сентября 1905 года в селе Кузомень Архангельской губернии (ныне территория Мурманской области). После окончания Кемского мореходного училища и вечернего отделения Архангельского морского техникума работал рассыльным при Кольской морской базе, затем переписчиком в совете профсоюза водного транспорта. С 1921 года Павел Петрович устроился работать матросом на судах Мурманского тралового флота. Позже он работал там же штурманом, а с 1937 года — капитаном рыболовных траулеров, в том числе — «Киров», «Сёмга», «Свердлов». В годы Великой Отечественной войны был командиром тральщика Северного Флота ТЩ-31 (РТ-15 «Засольщик»).
Под руководством Павла Петровича рыболовный траулер «Киров» в 1947 году установил мировой рекорд по количеству выловленной рыбы — 62 тысячи центнеров. Кроме того, Корехов открыл новый промысловый район у берегов Ньюфаундленда.
Среди наград капитана — орден Трудового Красного Знамени и ордена Отечественной войны I и II степеней.
Умер Павел Корехов 3 марта 1961 года.
Похоронен на старом кладбище г. Мурманска.